# Oborniki
Oborniki là một thị trấn thuộc huyện Obornicki, tỉnh Wielkopolskie ở trung-tây Ba Lan. Thị trấn có diện tích 14 km². Đến ngày 1 tháng 1 năm 2011, dân số của thị trấn là 18034 người và mật độ 1281 người/km².